# Branko Milanović

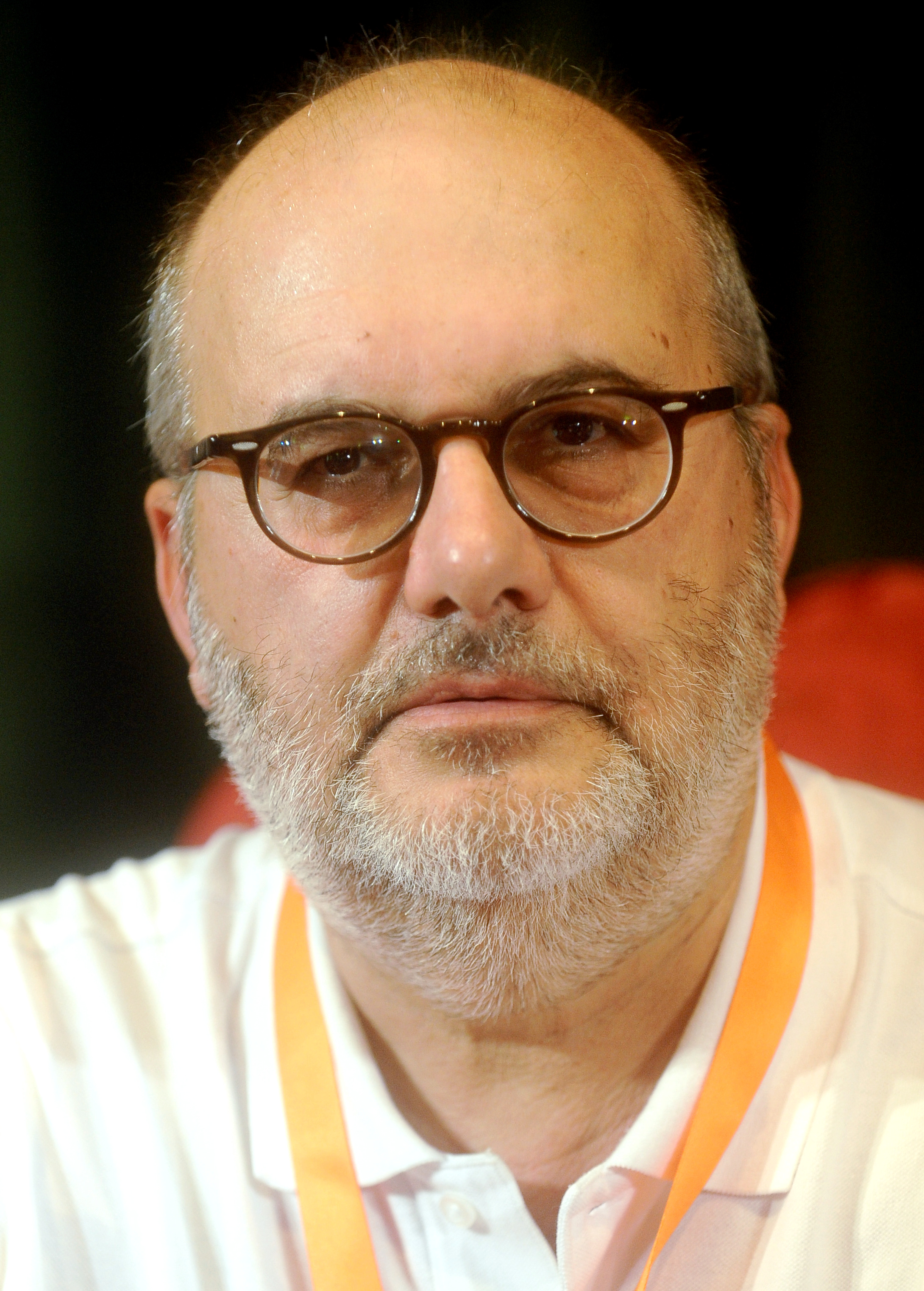
Branko Milanović 2018

Branko Milanović (geboren 24. Oktober 1953 in Belgrad, Jugoslawien) ist ein serbisch-US-amerikanischer Ökonom.

## Leben
Milanović studierte Ökonomie in Belgrad und wurde 1987 mit einer Dissertation über die soziale Ungleichheit im realsozialistischen Jugoslawien promoviert.
Milanović arbeitete zwanzig Jahre als Ökonom und Chefökonom in der Forschungsabteilung der Weltbank. Sein Forschungsschwerpunkt ist die soziale Ungleichheit. Er war ab 2003 Senior Associate am Carnegie Endowment for International Peace in Washington und dort von 2005 bis 2010 Adjunct scholar. Er war Mitarbeiter bei der Luxembourg Income Study (LIS). Milanović hatte Gastprofessuren an der University of Maryland, College Park, an der Johns Hopkins University und arbeitet seit 2014 als Dozent am City University of New York Graduate Center.
Milanović erhielt 2016 den Bruno-Kreisky-Preis für das politische Buch und wurde von der Robert-Jungk-Bibliothek für Zukunftsfragen in die Top Ten der Zukunftsliteratur des Jahres gewählt. Für 2018 wurde ihm der Leontief-Preis zugesprochen. Im selben Jahr erhielt er den Hans-Matthöfer-Preis für Wirtschaftspublizistik.
Milanović ist Erstunterzeichner der Berlin Declaration.

## Schriften (Auswahl)
- Export incentives and Turkish manufactured exports : 1980–1984. Washington : World Bank, 1986, ISBN 0-8213-0677-4.
- Liberalization and Entrepreneurship. Dynamics of Reform in Socialism and Capitalism.  M.E. Sharpe, 1989.
- Income, Inequality, and Poverty during the Transition from Planned To Market Economy. World Bank, 1998.
- mit Christiaan Grootaert; Jeanine Braithwaite: Poverty and Social Assistance in Transition Countries. St. Martin’s Press, 1999.
- mit Shlomo Yitzhaki: Decomposing World Income Distribution: Does the World Have a Middle Class?, Review of Income and Wealth, Blackwell Publishing, Jg. 48, Nr. 2, S. 155–178, Juni 2002.
- mit Ethan Kapstein: Income and Influence. Upjohn Institute, 2003.
- Worlds Apart. Measuring International and Global Inequality. Princeton/Oxford, 2005.
- The Haves and the Have-Nots: A Brief and Idiosyncratic History of Global Inequality. New York: Basic Books, 2010.
- Global inequality: A New Approach for the Age of Globalization. Harvard University Press, 2016.
  - Die ungleiche Welt. Migration, das eine Prozent und die Zukunft der Mittelschicht. Übersetzung Stephan Gebauer. Berlin: Suhrkamp, 2016, ISBN 978-3-518-42562-6.
- Capitalism, Alone. The Future of the System That Rules the World. Harvard University Press: Cambridge/Massachusetts und London 2019.
  - Kapitalismus global. Über die Zukunft des Systems, das die Welt beherrscht. Übersetzung Stephan Gebauer. Berlin: Suhrkamp 2020, ISBN 978-3-518-42923-5.
- Visions of Inequality: From the French Revolution to the End of the Cold War. Harvard University Press 2023, ISBN 978-0-674-26414-4.
  - Visionen der Ungleichheit. Von der Französischen Revolution bis zur Gegenwart. Aus dem Amerikanischen von Stephan Gebauer. Berlin: Suhrkamp 2024, ISBN 978-3-518-58817-8.

## Auszeichnungen
- 2016: Bruno-Kreisky-Preis für das politische Buch (Hauptpreis) für Die ungleiche Welt. Migration, das Eine Prozent und die Zukunft der Mittelschicht[5]